# Another Froggy Evening
Pour plus de détails, voir Fiche technique et Distribution.
Another Froggy Evening est un court métrage d'animation américain de la série Merrie Melodies réalisé par Chuck Jones et sorti en 1995. Ce dessin animé met en vedette la grenouille verte Michigan J. Frog et Marvin le Martien. Ce cartoon fait écho au premier paru avec cette grenouille : One Froggy Evening (1955). 

## Synopsis
La grenouille verte Michigan est immortelle et voit défiler les époques de l'humanité : l'âge de pierre (Stonehenge en amphithéâtre), l'empire romain (le cirque), l'ère de la colonisation de l'Amérique. À chaque fois, une personne, toujours de la même apparence (un bonhomme moustachu), trouve la grenouille, découvre ses talents de chant et de danse, essaye d'en tirer un profit en espèces sonnantes et trébuchantes, selon la même histoire racontée dans le premier opus One Froggy Evening. Mais cette personne échoue systématiquement. Cependant, à la fin, un naufragé complètement affamé sur une île déserte la découvre à son tour mais cherche seulement à la manger. La grenouille est sauvée par Marvin le Martien qui cherchait à capturer un spécimen terrestre. Il comprend le langage de la grenouille, car, d'après lui, Michigan parle le martien ! Tous les deux se mettent à chanter à l'unisson à la fin du dessin animé.

## Histoire
Le jour d'après 300 000 ans avant notre ère, un homme préhistorique moustachu et à moitié chauve cherche à assommer un poulet sauvage avec sa massue. Le poulet se réfugie sous une grosse pierre. Le bonhomme fouille sous la pierre, découvre une boîte à la place de l'oiseau. La boîte s'ouvre et apparaît une grenouille verte (Michigan J. Frog), coassant. Tout à coup, elle prend un chapeau-claque et une canne, se met à danser et chanter comme une vedette de vaudevilles et de comédies musicales du théâtre de Broadway. Notre moustachu voit alors comment en tirer pour lui une fortune en coquillages (possible monnaie de l'époque). Il emporte la boîte précieuse. Puis il élève des pierres énormes pour former un cercle de « bancs » élevés (cercle ressemblant à celui de Stonehenge) pour les futurs spectateurs de son spectacle avec la grenouille. Il la présente devant une foule nombreuse de barbus revêches, mais la grenouille coasse, sans plus. Il lui met son chapeau pour l'encourager. La grenouille retombe dans la boîte, qui se referme. Gêné, il se revêt du couvre-chef et esquisse quelques pas de danse vers la sortie. La foule, mécontente, l'assomme avec des jets de cailloux. Furieux, couvert de bandages, le bonhomme de l'âge de pierre replace la boîte et son contenu où il l'a trouvée. Il y ajoute tardivement le petit chapeau qu'il continuait à porter.
À l'époque de l'empire romain, « 23264 ans après », plus tard dans l'après-midi, un Romain, de même apparence que l'homme des cavernes, conduit un char qui heurte la fameuse boîte, qui s'ouvre. Il s'accroupit pour voir son contenu. La grenouille (immortelle) s'en échappe et recommence son show, en dansant sur le dos du Romain, puis retourne dans la boîte. Le Romain moustachu s'en empare et organise à la suite un spectacle dans l'arène du cirque, devant l'empereur Saladus Caesar (jeu de mots avec Caesar salad, la salade César). La grenouille sort à peine de la boîte, pousse son coassement et rentre. Le Romain l'en extrait, mais, toute molle, elle « coule » entre ses doigts, puis adhère au sol comme de la colle élastique. Tirée, elle se détache d'un coup et vole jusqu'à atteindre la hauteur de la place de l'empereur. Elle coasse à nouveau avant de retomber. L'empereur tourne son pouce vers le bas, imité par tous les autres spectateurs (tous sont des caricatures de personnes dessinées par Mort Drucker). L'empereur tire sur un manche qui libère les grands félins (plus un chaton). Ils poursuivent l'infortuné Romain jusque dehors. En franchissant un pont, il fait tomber la boîte à l'eau. 
En 1776, le soir-même, à l'époque du début de la guerre de l'indépendance américaine, Michigan la grenouille chante comme un crooner en dérivant sur sa boîte au fil de l'eau de la mer, jusqu'à arriver devant la côte américaine. Un soldat, semblable au Romain et à l'homme préhistorique, s'avise de la grenouille miraculeuse et nage pour la rencontrer. Elle se met à chanter le Yankee Doodle patriotique (son chapeau se transforme au passage). Il s'empresse de la montrer à la « maison » de George Washington. Cependant, le coassement de la grenouille annonce l'échec. Le soldat se retrouve au carcan ainsi que la grenouille. Mais cette dernière ce remet à chanter, s'empoigne par la peau du cou et se retire toute seule du carcan puis vole comme dans la chanson, jusqu'à se poser langoureusement sur la tête du soldat. 
Plus tard (beaucoup plus tard), sur un îlot perdu : un personnage, clone des précédents, rêve d'attraper un poisson avec sa canne. Il sent sa ligne tirer et attrape... la fameuse boîte d'où sort Michigan, qui chante à nouveau. Mais contrairement à la séquence habituelle, il veut la manger. Au moment où il va la plonger de sa boîte dans la marmite, une sorte d'électro-aimant descend et attire la boîte avec la grenouille. L'électro-aimant est relié à une grande soucoupe volante. C'est celle de Marvin le Martien, tout content d'avoir capturé un parfait spécimen de grenouille terrestre (et vendable !). Quand Michigan se met à coasser, il la comprend parce qu'elle parle... martien ! La grenouille verte coasse à nouveau d'un air intéressé. Marvin l'interprète comme une demande à chanter, ce qui ravit le Martien qui accepte. La grenouille s'exécute et reprend sa chanson avec entrain. Marvin, au comble du bonheur, se presse contre elle et chante en duo pendant que la soucoupe prend son essor dans l'espace.

## Fiche technique
- Titre original : Another Froggy Evening
- Réalisation : Chuck Jones
- Scénario : Don Arioli, Stephen Fossatti, Stan Freberg, Chuck Jones
- Animation :  
  - Mort Drucker, concepteur de personnages
  - Lawrence Marwitt assistant designer
  - Tod Polson  assistant designer
  - Thomas E. Decker, animateur (comme Tom Decker)
  - Greg Duffell, animateur
  - Raul Garcia, animateur (comme Ralph E. Newman)
  - Robert Givens, préparation (comme Bob Givens)
  - Susan Goldberg, assistant animateur
  - Duane Gretsky, animateur
  - Ben Jones, assistant animateur
  - Warren O'Neill, assistant animateur
  - M.E. Perez, assistant animateur
  - Jill Petrilak, décors
  - Michael Polvani, animateur (comme Mike Polvani)
  - Herman Sharaf, assistant animateur
  - Greg Whittaker, assistant animateur
  - Art Dent, animateur d'effets spéciaux
- Montage :  Julie Ann Lau  (comme Julie Anne Lau)
- Musique :  Michael Maltese
- Production : Chuck Jones, Linda Jones Clough, Stephen Fossatti
- Sociétés de production : Chuck Jones Film Productions, Warner Bros
- Pays : États-Unis
- Langue : anglais
- Format : couleur - 35 mm
- Durée : 9 minutes
- Dates de sortie : 
  - États-Unis : 6 octobre 1995
  - Canada : 13 février 1998

## Voix
- Jeff McCarthy (en) : la grenouille Michigan J. Frog
- Joe Alaskey : Marvin le Martien, non crédité.

## Chansons du film
- Hello! Ma Baby, paroles et musique de Ida Emerson (en) et Joseph E. Howard (en) (1899)
- The Michigan Rag, paroles et musique de Michael Maltese et Chuck Jones
- Yankee Doodle
- Let the Rest of the World Go By

## Autour du film
Bien que la taille de la grenouille soit celle d'une grenouille ordinaire par rapport aux autres personnages, elle atteint la taille de Marvin le Martien au cours de leur duo.
Ce dessin animé fait partie de la courte série des années 1990 où la qualité d'animation se révèle supérieure à celle des cartoons des décennies précédentes.  